# صحراء سترزيليكي

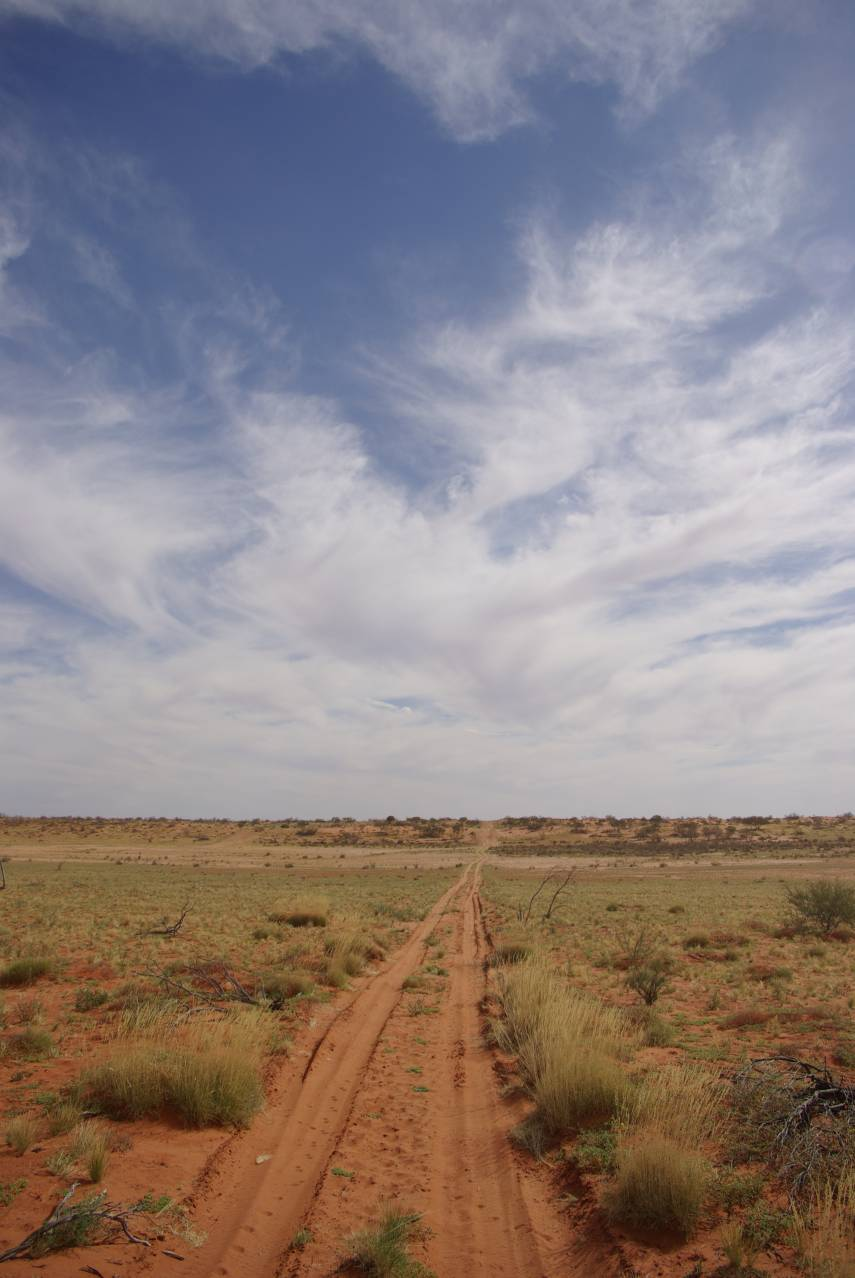
صحراء سترزيليكي جنوب أستراليا

صحراء سترزيليكي (بالإنجليزية:The Strzelecki Desert) هي منطقة تقع في الشمال الأقصى من جنوب أستراليا، جنوب غرب ولاية كوينزلاند وغرب نيو ساوث ويلز، وهي تقع أيضا في الشمال الشرقي لحوض بحيرة إير، وإلى الشمال من نطاقات فليندرز. وهناك اثنتين من الصحاري الأخرى بالإضافة لصحراء سترزيليكي تتموضع حول حوض بحيرة اير وهي صحراء تيراي وصحراء سيمبسون.
تقع في الزاوية الشمالية الغربية من الصحراء عدة بلدات صغيرة: بيردفيل، سياج الدنغو، بيردفيل تراك، ستزيلك تراك، نهر ديامنتينا، كوبر كريك، وستزيلك كريك، جميع هذه البلدات تمر عبر الصحراء.
وتتميز الصحراء بوجود حقول من الكثبان الواسعة، سميت هذه الصحراء بصحراء سترزيليكي نسبة للمستكشف البولندي باول ادموند سترزيليكي من قبل القبطان والمستكشف الإنجليزي تشارلز ستورت ، وكان المستكشف الأول الذي يصل المنطقة.
يقوم مجلس الاحتياط الإقليمي لسترزيليكي في جنوب أستراليا بمهمة الحفاظ على جزء كبير من الصحراء.، أما الأجزاء الشرقية من الصحراء فهي تحت وصية محمية ستورت الوطنية.

## الراجع
1. ↑  "Innamincka/Cooper Creek State Heritage Area". State Heritage Areas of South Australia. مؤرشف من الأصل في 2010-02-04. اطلع عليه بتاريخ 2009-07-13. {{استشهاد ويب}}: النص "publisher Department for Environment and Heritage" تم تجاهله (مساعدة)
2. ↑  {{استشهاد ويب |مسار=http://www.anra.gov.au/topics/vegetation/assessment/nsw/ibra-simpson-strzelecki-dunefields.html |عنوان=Biodiversity Assessment - Simpson Strzelecki Dunefields |تاريخ الوصول=2009-07-13 |عمل=Australian Natural Resources Atlas |ناشر=[[Department of the Environment, Water, Heritage and the Arts| مسار أرشيف = https://web.archive.org/web/20120229204006/http://www.anra.gov.au/topics/vegetation/assessment/nsw/ibra-simpson-strzelecki-dunefields.html | تاريخ أرشيف = 29 فبراير 2012 }}